# Седлещани
Седлещани (пол. Siedleszczany) — село в Польщі, у гміні Баранув-Сандомерський Тарнобжезького повіту Підкарпатського воєводства.
Населення — 257 осіб (2011).
У 1975-1998 роках село належало до Тарнобжезького воєводства.

## Демографія
Демографічна структура станом на 31 березня 2011 року:
|          | Загалом | Допрацездатний вік | Працездатний вік | Постпрацездатний вік |
| -------- | ------- | ------------------ | ---------------- | -------------------- |
| Чоловіки | 132     | 34                 | 87               | 11                   |
| Жінки    | 125     | 25                 | 78               | 22                   |
| Разом    | 257     | 59                 | 165              | 33                   |